# Ангарида

Ангарида.

Ангарида — прадавній материк, що існував на місці Північної Азії з пізньоордовицької епохи до мезозою включно і сформувався при об'єднанні трьох значних масивів суші: Обії, Байкаліди і Анабар. Відокремлювався від Гондвани морем Тетіс. Материк відповідає сучасній Сибірській платформі.